# 백영옥
백영옥(白榮玉, 1974년~)은 대한민국의 소설가이다. 2006년에 단편 《고양이 샨티》로 등단했으며, 2008년 《스타일》로 제4회 세계문학상을 수상했다.